# Saison 2 de Justified
Chronologie
Saison 1 Saison 3
Cet article présente la deuxième saison de la série télévisée Justified.

## Synopsis
Le marshall Raylan Givens (en) est confronté au clan Bennett — Mags Bennett et ses trois fils Dickie, Coover et Doyle — qui, sous couvert d'y contrôler le trafic de marijuana, contrôle Black Mountain. Pendant ce temps, Boyd Crowder tente de reprendre les affaires de son père, et une compagnie minière tente de racheter Black Mountain.Raylan n'a de cesse d'affronter les hors-la-loi avec humour et dérision...un épisode après l'autre.

## Distribution

### Acteurs principaux
- Timothy Olyphant (VF : Jean-Pierre Michaël) : Raylan Givens (en) (13 épisodes)
- Nick Searcy (VF : Alain Choquet) : Art Mullen (12 épisodes)
- Joelle Carter (VF : Virginie Kartner) : Ava Crowder (12 épisodes)
- Jacob Pitts (VF : Olivier Chauvel) : Tim Gutterson (8 épisodes)
- Erica Tazel (VF : Anaïs Navarro) : Rachel Brooks (7 épisodes)
- Natalie Zea (VF : Amandine Pommier) : Winona Hawkins (11 épisodes)
- Walton Goggins (VF : Mathias Kozlowski) : Boyd Crowder (13 épisodes)

### Acteurs récurrents
- Jeremy Davies (VF : Franck Capillery) : Dickie Bennett (11 épisodes)
- Joseph Lyle Taylor (VF : Mathieu Buscatto) : Doyle Bennett (11 épisodes)
- Margo Martindale (VF : Coco Noël) : Mags Bennett (10 épisodes)
- Kaitlyn Dever (VF : Leslie Lipkins) : Loretta McCready (9 épisodes)
- Brad William Henke (VF : Jean-Luc Atlan) : Coover Bennett (7 épisodes)
- Peter Murnik (en) : Agent Tom Bergen (7 épisodes)
- Raymond J. Barry (VF : Pierre Dourlens) : Arlo Givens (6 épisodes)
- William Ragsdale (VF : Pascal Germain) : Gary Hawkins (6 épisodes)
- Linda Gehringer (VF : Martine Meirhaeghe) : Helen Givens (5 épisodes)
- David Meunier (VF : Patrick Béthune) : Johnny Crowder (4 épisodes)
- Kevin Rankin : Derek « Devil » Lennox (4 épisodes)
- Richard Speight jr : Jed Berwind (3 épisodes)
- Rebecca Creskoff : Carol Johnson (3 épisodes)
- William Gregory Lee : Adjoint Nick Mooney (3 épisodes)
- Damon Herriman (VF : Vincent Barazzoni) : Dewey Crowe (2 épisodes)
- Jere Burns (VF : Nicolas Marié) : Wynn Duffy (2 épisodes)
- Abby Miller (en) (VF : Alice Taurand) : Ellen May (2 épisodes)
- Jim Beaver (VF : Jacques Bouanich) : Shelby Parlow (1 épisode)
- Steven Flynn : Emmitt Arnett (1 épisode)
- James LeGros : Wade Messer (1 épisode)
- Stephen Root : Juge Mike Reardon (1 épisode)

Source VF: Doublage Séries Database

## Liste des épisodes
1. Le Pays de l'or vert
2. Le Coût d'une vie
3. Le Bon, l'Abruti et les Truands
4. Affaires de familles
5. Mauvaise Graine
6. Baroud d'honneur
7. Pour elle
8. Qui terre a, guerre a
9. La Brebis galeuse
10. L'Heure des comptes
11. Un cri dans la nuit
12. Jour de deuil
13. Vengeance aveugle

### Épisode 1:Le Pays de l'or vert
- États-Unis : 9 février 2011 sur FX
- France :
  - 18 septembre 2011 sur Orange ciné choc
  - 16 mars 2012 sur Série Club
  - 16 août 2012 sur M6
- Québec : sur AddikTV

- États-Unis : 3,47 millions de téléspectateurs[2]

- Margo Martindale : Mags Bennett
- Jeremy Davies : Dickie Bennett
- Alexandra Barreto : Pilar
- Jordi Caballero : Gio Reyes
- Matt Craven : Chief Deputy U.S. Marshal Dan Grant
- Kaitlyn Dever : Loretta McCready
- Brad William Henke : Coover Bennett
- Chris Mulkey : Walt McCready
- Joseph Lyle Taylor
- Billy Miller
- Peter Murnik

La saison commence à l'immédiate fin de la saison précédente : la séquence pré-générique présente la conclusion de la fusillade de l'épisode précédent.
- Scénario tiré du roman Fire in the Hole d'Elmore Leonard

### Épisode 2:Le Coût d'une vie
- États-Unis : 16 février 2011 sur FX
- France :
  - 18 septembre 2011 sur Orange ciné choc
  - 18 mars 2012 sur Série Club
  - 16 août 2012 sur M6

- États-Unis : 2,41 millions de téléspectateurs[3]

- Linda Gehringer : Helen Givens
- Jeremy Davies : Dickie Bennett
- Margo Martindale : Mags Bennett
- Kaitlyn Dever : Loretta McCready
- Brad William Henke : Coover Bennett
- Sarah Jones : Jamie Berglund
- James Jordan : Van
- Kai Lennox : Glenn Cosgrove

### Épisode 3:Le Bon, l'Abruti et les Truands
- États-Unis : 23 février 2011 sur FX
- France :
  - 25 septembre 2011 sur Orange ciné choc
  - 18 mars 2012 sur Série Club
  - 23 août 2012 sur M6

- États-Unis : 2,6 millions de téléspectateurs[4]

- Jeremy Davies : Dickie Bennett
- Will Harris : Elrod
- Brad William Henke : Coover Bennett
- Damon Herriman : Dewey Crowe
- Michael Mosley : Kyle Easterly
- Peter Murnik : Trooper Tom Bergen
- Channon Roe : Cutter
- Joseph Lyle Taylor : Doyle Bennett

### Épisode 4:Affaires de familles
- États-Unis : 2 mars 2011 sur FX
- France :
  - 25 septembre 2011 sur Orange ciné choc
  - 25 mars 2012 sur Série Club
  - 23 août 2012 sur M6

- États-Unis : 2,64 millions de téléspectateurs[5]

- Margo Martindale : Mags Bennett
- Jeremy Davies : Dickie Bennett
- Chadwick Boseman : Ralph 'Flex' Beeman
- Kaitlyn Dever : Loretta McCready
- Jakobe Dempsey : Nick Moss
- Steven Flynn : Emmitt Arnett
- Brad William Henke : Coover Bennett
- Juanita Jennings : la mère de Rachel

### Épisode 5:Mauvaise Graine
- États-Unis : 9 mars 2011 sur FX
- France :
  - 2 octobre 2011 sur Orange ciné choc
  - 25 mars 2012 sur Série Club
  - 30 août 2012 sur M6

- États-Unis : 2,71 millions de téléspectateurs[6]

- Margo Martindale : Mags Bennett
- Jeremy Davies : Dickie Bennett
- Jim Beaver : Shelby Parlow
- Kaitlyn Dever : Loretta McCready
- Linda Gehringer : Helen Givens
- Brad William Henke : Coover Bennett
- Damon Herriman : Dewey Crowe
- Michael Mosley : Kyle Easterly
- Peter Murnik : Tom B
- Joseph Lyle Taylor : Doyle Bennett
- Michael Shamus Wiles
- Alex Solowitz
- Nathan Sutton
- Raymond J. Barry : Arlo Givens

### Épisode 6:Baroud d'honneur
- États-Unis : 16 mars 2011 sur FX
- France :
  - 2 octobre 2011 sur Orange ciné choc
  - 25 mars 2012 sur Série Club
  - 30 août 2012 sur M6

- États-Unis : 2,37 millions de téléspectateurs[7]

- William Ragsdale : Gary Hawkins
- Ronnie Gene Blevins : Carter Hayes
- Chris Coy : Bobby Green
- Conor O'Farrell : ATF Agent Keaton
- Connie Ray : Mrs. Reasoner
- Scott Wilson : Frank Reasoner
- Jill Basey : Older Woman
- Mel Fair : Nelson Dunlop

### Épisode 7:Pour elle
- États-Unis : 23 mars 2011 sur FX
- France :
  - 9 octobre 2011 sur Orange ciné choc
  - 1er avril 2012 sur Série Club
  - 6 septembre 2012 sur M6

- États-Unis : 2,22 millions de téléspectateurs[8]

- Stephen Root : Le Juge Mike Reardon
- Jere Burns : Wynn Duffy
- William Ragsdale : Gary Hawkins
- Tara Buck : Sally Peener
- Karen Landry : Mme. Peener
- Rebecca Creskoff : Carol Johnson
- Walter Addison : Purdy
- Meghan Andrews : Jill

### Épisode 8:Qui terre a, guerre a
- États-Unis : 30 mars 2011 sur FX
- France :
  - 9 octobre 2011 sur Orange ciné choc
  - 1er avril 2012 sur Série Club
  - 6 septembre 2012 sur M6

- États-Unis : 2,64 millions de téléspectateurs[9]

- Rebecca Creskoff : Carol Johnson
- Margo Martindale : Mags Bennett
- Jeremy Davies : Dickie Bennett
- Tara Buck : Sally Peener
- Kaitlyn Dever : Loretta McCready
- Linda Gehringer : Helen Givens
- Brad William Henke : Coover Bennett
- Peter Murnik : Trooper Tom Bergen

### Épisode 9:La Brebis galeuse
- États-Unis : 6 avril 2011 sur FX
- France :
  - 16 octobre 2011 sur Orange ciné choc
  - 6 avril 2012 sur Série Club
  - 13 septembre 2012 sur M6

- États-Unis : 2,79 millions de téléspectateurs[10]

- Margo Martindale : Mags Bennett
- Jeremy Davies : Dickie Bennett
- Kaitlyn Dever : Loretta McCready
- Brad William Henke : Coover Bennett
- Joseph Lyle Taylor : Doyle Bennett
- Mark Colson : Hobart Curtis
- Peter Murnik : Trooper Tom Bergen
- Rebecca Creskoff : Carol Johnson
- Matthew Fahey : Tyler

### Épisode 10:L'Heure des comptes
- États-Unis : 13 avril 2011 sur FX
- France :
  - 16 octobre 2011 sur Orange ciné choc
  - 13 avril 2012 sur Série Club
  - 13 septembre 2012 sur M6

- États-Unis : 2,5 millions de téléspectateurs[11]

- Margo Martindale : Mags Bennett
- Mark Colson : Hobart Curtis
- Jeremy Davies : Dickie Bennett
- Kaitlyn Dever : Loretta McCready
- Linda Gehringer : Helen Givens
- David Meunier : Johnny Crowder
- William Ragsdale : Gary Hawkins
- Kevin Rankin : Devil
- Richard Speight Jr.

### Épisode 11:Un cri dans la nuit
- États-Unis : 20 avril 2011 sur FX
- France :
  - 23 octobre 2011 sur Orange ciné choc
  - 13 avril 2012 sur Série Club
  - 20 septembre 2012 sur M6

- États-Unis : 2,5 millions de téléspectateurs[12]

- Margo Martindale : Mags Bennett
- Jeremy Davies : Dickie Bennett
- Jere Burns : Wynn Duffy
- Matt Craven : Chief Deputy U.S. Marshal Dan Grant
- Linda Gehringer : Helen Givens
- Mickey Jones : Rodney 'Hot Rod' Dunham
- David Meunier : Johnny Crowder
- William Ragsdale : Gary Hawkins
- Kevin Rankin
- Richard Speight Jr.
- Joseph Lyle Taylor
- Raymond J. Barry

### Épisode 12:Jour de deuil
- États-Unis : 27 avril 2011 sur FX
- France :
  - 23 octobre 2011 sur Orange ciné choc
  - 20 avril 2012 sur Série Club
  - 20 septembre 2012 sur M6

- États-Unis : 2,92 millions de téléspectateurs[13]

- Margo Martindale : Mags Bennett
- Jeremy Davies : Dickie Bennett
- Kaitlyn Dever : Loretta McCready
- David Meunier : Johnny Crowder
- Peter Murnik : Trooper Tom Bergen
- Kevin Rankin : Devil
- Richard Speight Jr. : Jed Berwind
- Joseph Lyle Taylor : Doyle Bennett

### Épisode 13:Vengeance aveugle
- États-Unis : 4 mai 2011 sur FX
- France :
  - 23 octobre 2011 sur Orange ciné choc
  - 27 avril 2012 sur Série Club
  - 4 octobre 2012 sur M6

- États-Unis : 2,68 millions de téléspectateurs[14]

- Margo Martindale : Mags Bennett
- Jeremy Davies : Dickie Bennett
- Kaitlyn Dever : Loretta McCready
- James LeGros : Wade Messer
- David Meunier : Johnny Crowder
- Peter Murnik : Trooper Tom Bergen
- Kevin Rankin : Devil
- Joseph Lyle Taylor : Doyle Bennett
- Raymond J. Barry